# 法華寺 (奈良市)
法華寺（ほっけじ）是位在日本奈良縣奈良市的光明宗寺院。正式名稱是法華寺門跡（ほっけじもんぜき）。本尊十一面觀音、開基（創立者）為光明皇后。在奈良時代是日本的總國分尼寺，又稱作法華滅罪之寺、冰室御所，是大和三門跡尼寺之一。

## 關連項目
- 東大寺 - 總國分寺

## 外部連結
- 法華寺